# Montes de Zuera
Montes de Zuera este o arie protejată (arie specială de conservare — SAC, sit de importanță comunitară — SCI) din Spania întinsă pe o suprafață de 17.273,42 ha, integral pe uscat.

## Localizare
Centrul sitului Montes de Zuera este situat la coordonatele 41°56′22″N 0°53′36″W / 41.9395°N 0.893428°V.

## Înființare
Situl Montes de Zuera a fost declarat sit de importanță comunitară în iulie 2000 pentru a proteja 1 specie de animale. Situl a fost protejat și ca arie specială de conservare în februarie 2021.

## Biodiversitate
Situată în ecoregiunea mediteraneană, aria protejată conține 6 habitate naturale: Tufărișuri halo-nitrofile (Pegano-Salsoletea), Păduri de Quercus ilex și Quercus rotundifolia, Pseudostepă cu ierburi și specii anuale de Thero-Brachypodietea, Vegetație gipsofilă iberică (Gypsophiletalia), Păduri de pin mediteraneene cu pini mezogeni endemici, Matorral arborescenți cu Juniperus spp..
La baza desemnării sitului se află o specie protejată de  nevertebrate: Euplagia quadripunctaria
Pe lângă speciile protejate, pe teritoriul sitului au mai fost identificate 4 specii de plante, 24 de specii de păsări, 4 specii de amfibieni, 3 specii de mamifere, 3 specii de reptile.